# Old Dog, New Tricks
Old Dog, New Tricks es el episodio diecinueve de la quinta temporada de la serie de televisión estadounidense musical Glee, y el episodio 107 en general. Escrito por el actor protagonista Chris Colfer y dirigida por Bradley Buecker, que salió al aire por Fox en los Estados Unidos el 6 de mayo de 2014. El episodio contó con tres estrellas invitadas especiales: June Squibb, Billy Dee Williams, y Tim Conway.

## Resumen
Kurt se hace amigo de un artista jubilada de Broadway (June Squibb). Rachel elige a Santana como su publicista, y juntas crean una caridad para rescatar a perros con el fin de salvar la reputación de Rachel. Sam adopta un perro sin consultar a Mercedes.

## Producción
El episodio fue escrito por Glee estrella Colfer. Se informó inicialmente que iba a estar escribiendo un episodio el 17 de marzo de 2014, y poco después, dijo en una entrevista que sería el episodio diecinueve de la temporada. El director del episodio fue productor ejecutivo Bradley Buecker , y el primer día de rodaje fue el 4 de abril de 2014.
Colfer se le había pedido a escribir el episodio, y no había esperado la oferta. Señaló que se le dio un gran margen de discreción para escribir su guion; sus únicas restricciones eran que él "no podía romper con Blaine y [él] no podría romper con nadie."  También se le permitió seleccionar las tres canciones utilizadas por su personaje historia de Kurt; las otras dos canciones fueron seleccionadas por el resto de los guionistas de la serie. También dijo que él estaba apuntando para una sensación "clásica de Glee", y "quería hacer una historia sobre perdedores"; como sus "dos cosas favoritas en la vida son los animales".  Michele preguntó a Colfer si podía dar a su personaje Rachel una gripe y tenerla "en pijama todo el episodio "; en cambio, él le dio un argumento que "implica perritos".

## Recepción

### Críticas
El episodio recibió críticas mixtas. Brandon Nowalk de The A.V. Club le dio un D +; el sitio más tarde lo incluyó en una lista de los peores 26 episodios de la temporada de televisión 2013-14, y dijo que Colfer había escrito "uno de los episodios más incoherentes de Glee, en una temporada completa de incoherencia y vapidez". Jodi Walker de Entertainment Weekly tuvo una crítica mayoritariamente positiva y lo calificó como" nada malo para un escritor de televisión por primera vez".  Lauren Hoffman, de Vulture, lo describió como "tambaleante", y agregó: "El episodio se siente complicado, de una manera que a menudo hacen los primeros esfuerzos de muchos escritores de televisión por primera vez. Pero es un primer intento honesto de escribir para televisión".